# Ectropis simplex
Ectropis simplex är en fjärilsart som beskrevs av W. Warren 1914. Ectropis simplex ingår i släktet Ectropis och familjen mätare. Inga underarter finns listade i Catalogue of Life.